# Mariental (Namibië)
Mariental is een stad (Engels: municipality) in Namibië met ongeveer 12.500 inwoners. Mariental ligt aan de weg tussen de hoofdstad Windhoek en Keetmanshoop. Naast Rehoboth is Mariental de belangrijkste plaats en het bestuurlijk centrum van de Hardap regio.

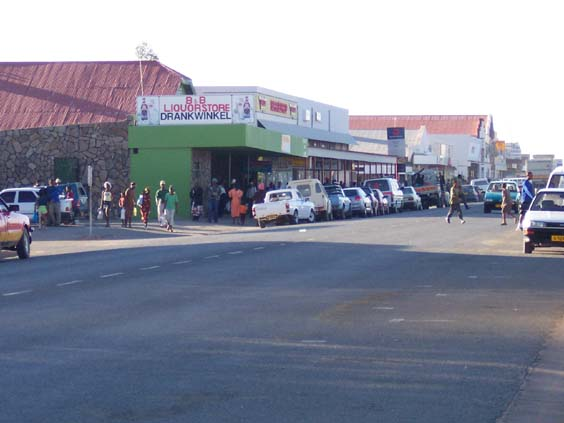
Mainstreet in Mariental

Mariental is vernoemd naar Maria, de echtgenote van de stichter van de plaats, Herman Brandt.